# 伊朗危机

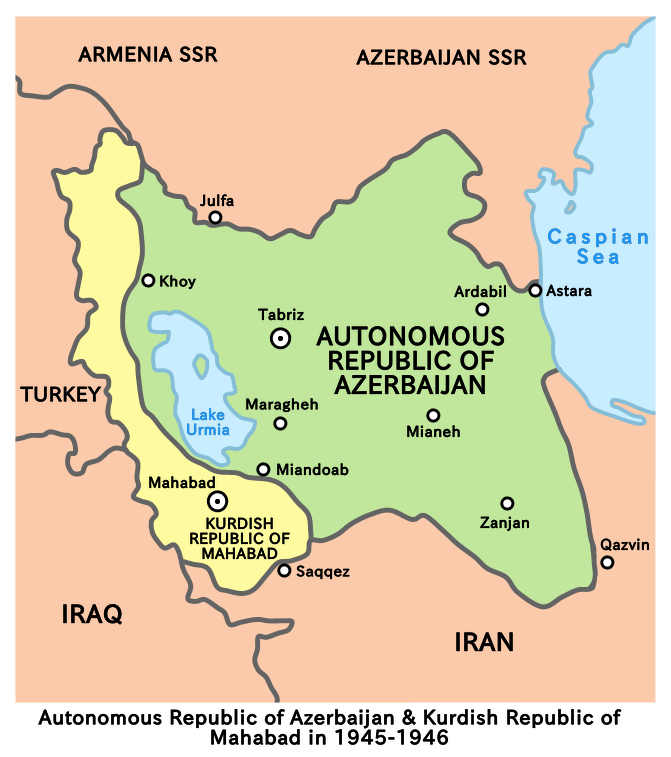
1945-1946年自治的阿塞拜疆人民共和国和马哈巴德共和国

伊朗危机，又称伊朗—阿塞拜疆危机，由苏联拒绝在二战结束后放弃占领伊朗领土引发。1941年，伊朗親納粹德國的行為令英苏入侵伊朗。从北部进攻的苏联红军联手从中部和南部进攻的英国军队等同盟國成員，入侵并占领了伊朗国土，之后英美联军在伊朗开辟了多条为战时同盟苏联补给重要军需的路线。
由于截至1941年8月，美国还未参加第二次世界大战，故同盟國当时的成员主要（还包括1939年被德国占领的波兰及1940年被占领的法国各自的流亡政府）为英国与苏联，两国在1941年6月德军入侵苏联后结成盟友。盟軍占领伊朗后达成协议，同意在轴心国停止敌对活动6个月后撤出伊朗境内，然而在1946年初期限到来之际，斯大林治下的苏联却拒绝撤军而继续留在伊朗，与此同时支持苏联的伊朗人宣布伊朗西北部的阿塞拜疆地区独立成为阿塞拜疆人民共和国。而早在1945年底，伊朗库尔德人就在苏联的支持下于伊朗西北部成立了马哈巴德共和国。两个地区相继分裂后，由苏联提供武装支持与协助训练的库尔德人和阿塞拜疆族民兵组成的联盟参与到了苏联与伊朗的战争中，结果导致了约2000人死亡。在伊朗总理艾哈迈德·盖瓦姆的谈判与美国对苏联施加外交压力的情况下，苏联最终选择从伊朗撤军。这场危机被后人视为冷战萌芽时期美苏冲突的表现之一。

## 1946年伊朗危机

### 背景
在纳粹德国撕毁了与苏联缔结的友好条约并于1941年6月入侵苏联后，英国与苏联出于防患于未然的需要，以利用伊朗作为租借法案向苏联提供军需补给的门户为借口，在1941年8月25日联合入侵并占领了伊朗。入侵后伊朗巴列维王朝国王礼萨汗被迫退位并流亡至毛里求斯，而他的儿子、当时的太子穆罕默德-礼萨·巴列维则被指定为新国王。新国王于1942年1月与英苏签订了“三国条约”，条约中声明当下英苏军队在伊朗的出现并非“侵略”、伊朗加入英苏联盟和联军将在战争结束后6个月之内撤出伊朗境内。
占领伊朗后，美英联军将其作为向苏联运输战略物资的重要补给线，用以资助苏联对抗纳粹德国。在此过程中，约30000非战斗美军士兵来到伊朗运送这些物资，由于伊朗作为补给线发挥了重要作用，后人将这条伊朗境内的补给线称为“通往胜利的桥梁”。在1943年的德黑兰会议上，同盟国三巨头的领导人向伊朗做出了关于战后恢复其主权和领土完整及协助其进行战后重建和发展的保证。
第二次世界大战在1945年的波茨坦会议后的德军正式投降后结束，但斯大林拒绝了丘吉尔的关于提前从伊朗撤军的提议。1945年9月日本投降后，美英军队先后在条约规定期限内撤出了伊朗境内，而苏联不仅拒绝接受1946年3月2日作为“三国条约”中规定的撤军的最后期限，还反而向伊朗增派了驻军。到1945年12月中旬，凭借着红军和秘密警察的力量，苏联已在伊朗境内扶植了两个亲苏的“人民民主共和国”——贾法·皮萨瓦里领导的阿塞拜疆人民政府和卡吉·穆罕默德领导的库尔德人政权马哈巴德共和国。

### 阿塞拜疆人民共和国
阿塞拜疆民主党于1945年9月由吉兰省革命运动的长期领导人贾法·皮萨瓦里创建，并很快在伊朗阿塞拜疆地区传播开来，且在1945年9月的第一周借助苏联军队的暗中力量于当地发动了一起政变。政变发生后，阿塞拜疆民主党声称已取得了对伊朗阿塞拜疆的控制，并承诺进行自由民主的改革，且解散了当地的共产主义政党伊朗人民党的分支。
1945年9月下旬，在阿塞拜疆人民共和国的第一届国会上，阿塞拜疆民主党授权成立了一支由农民民兵组成的军队，并宣布伊朗阿塞拜疆“成为了一个由39人组成的全国性和非执行性的委员会领导下的国家”。该国唯一一任总理是艾哈迈德·可代里。
苏联在一开始大力扶持这个新的自治实体，并阻止伊朗军队重新夺回该区域的控制权，但苏联很快便从该地区撤军。1946年12月伊朗军队在苏军撤离后攻入伊朗阿塞拜疆，贾法·皮萨瓦里和他的内阁成员仓皇逃跑至苏联避难。

### 马哈巴德共和国
马哈巴德共和国在1945年12月宣布成立，伊朗西北部的库尔德人城市马哈巴德的宗教和名义领袖卡吉·穆罕默德在苏联的大力扶持下担任这个共和国的领导人，当地的毛拉穆斯塔法·巴尔扎尼在苏联的反对下担任新成立的马哈巴德军队佩什梅格的重要职位。在取得了巴尔扎尼毛拉与其他约60名库尔德部落领导人的支持后，伊朗库尔德斯坦民主党推出了党纲，并于1946年1月22日选举卡吉·穆罕默德作为马哈巴德第一任总统。
佩什梅格军队是由苏联军官上尉萨拉赫丁·卡兹莫夫组织和训练的。为了扩大自己在当地的控制力，苏联选派了至少60名库尔德族民兵送往苏联控制的阿塞拜疆地区接受专业军事训练。这支军队总共由70名现役军官、40名士官和1200名低等士兵组成。
1946年4月24日，马哈巴德与毗邻的阿塞拜疆人民共和国签订了军事合作协议。五天后的4月29日，第一库尔德军团在马哈巴德东南角的卡拉瓦遭遇了装备有大炮与骑兵的精良伊朗军队。在此次交战中，巴尔扎尼指挥的佩什梅格军队成功地击退了接近卡拉瓦的伊朗正规军，伊朗军队共21人死亡、17人负伤、40人被俘虏，这是马哈巴德的第一场胜仗。

## 外交压力与支持
美国向苏联施加了强大压力，要求苏联从伊朗撤军并减少在当地的影响力。在美国官方表示抗议后，联合国安理会于1946年1月30日表决通过了二号决议；苏联在1946年3月24日作出回应，承诺立即撤出红军，但实际上仍延迟了数周后方撤离伊朗。由于苏联撤出伊朗后初期仍在干预伊朗内政，伊朗在得到美国的支持后向联合国安理会表达了抗议，促使安理会相继通过了三号决议和五号决议。1946年12月中旬，美国表示支持伊朗国王派兵收复马哈巴德和阿塞拜疆地区。伊朗军队开始行动后，阿塞拜疆人民共和国的领导人逃到苏联控制的阿塞拜疆苏维埃社会主义共和国避难，而马哈巴德共和国的领导人则被逮捕，在经过审判后处以绞刑。1947年，马哈巴德的领导人在当地的察哈尔·查拉库广场被绞死。
1947年，危机的下一阶段关注点转移到了苏联在伊朗北部石油的利益上。在当年的伊朗伊斯兰议会选举后，新当选的议会代表们消极地处理苏伊石油协定问题，该协定1946年3月达成，在苏联的胁迫下伊朗在协议中授予苏联51％的油田所有权和实际控制权。1947年9月11日，美国驻伊朗大使乔治·艾伦公开谴责有外国政府利用恐吓和胁迫的方式保护其在伊朗的商业特权，并承诺美国政府会完全支持伊朗自由控制其自然资源的权力。有了美国明确的支持，1947年10月22日伊朗议会以102:2的票数拒绝批准与苏联的石油协议。

## 冷战
此次危机是冷战萌芽初期的表现之一，也是美苏在二战盟友关系结束后日益紧张的关系的见证。根据乔治·兰泽斯基《美国总统与中东》 (American Presidents and the Middle East)一书中的说法，时任美国总统杜鲁门的这一系列做法出于他对苏联体制的性质与苏联的扩张主义和沙文主义倾向的认知，也基于他对对付苏联的威胁和侵略行为的推回、围堵等冷战政策的坚定信仰，而这一系列动作也为美伊关系奠定了基础。
苏联在西亚无处不在地扩张影响力导致了杜鲁门主义的诞生。根据杜鲁门主义，之后的历任美国总统都继承了对伊朗的经济和技术援助的政策并不断加以扩增与修复，并加强伊朗的军备力量、建立更密切的文化联系，并整合伊朗到包含“中部公约组织”的其他中东与波斯湾国家的地区安全体系。

## 拓展阅读
- André Fontaine, La guerre froide 1917–1991, Edestermann: "Kurdish Independence and Russian Expansion", 外交事务, Vol. 24, 1945–1946, pp. 675–686
- George Lenczowski, Russia and the West in Iran (1949)